# Мігел Крешпу
Мігел Крешпу (порт. Miguel Crespo, нар. 11 вересня 1996, Ліон) — португальський футболіст, півзахисник турецького клубу «Істанбул Башакшехір».

## Ігрова кар'єра
Народився 11 вересня 1996 року в місті Ліон, Франція, у родині португальців. Займався футболом у Португалії. У дорослому футболі дебютував 2014 року виступами за нижчолігові місцеві команди «Невеш» та «Мереліненсе».
12 червня 2017 року підписав контракт з вищоліговою «Брагою», яка заявила півзахисника до резервної команди, у складі якої Мігел провів наступні два роки своєї кар'єри гравця. Тренерським штабом нового клубу розглядався як гравець «основи», зігравши у 51 матчі Сегунди.
У липні 2019 року Креспо приєднався до іншого клубу другого дивізіону «Ештуріл-Прая», підписавши трирічний контракт. Тренерським штабом нового клубу також розглядався як гравець «основи» і 20231 року допоміг команді вийти до Прімери. 13 серпня 2021 року він дебютував у вищій португальській лізі у грі проти «Віторії Гімарайнш» (0:0), а за два тижні забив дебютний гол у Прімері в матчі з «Марітіму» (2:1).
6 вересня 2021 року Креспо перейшов до турецького «Фенербахче», уклавши контракт на три з половиною роки. 23 вересня дебютував у футболці «Фенербахче», замінивши Мерта Хакана в перерві матчу Суперліги проти «Гіресунспору» (2:1). 21 листопада 2021 року португалець вийшов на заміну на 71-й хвилині міжконтинентального дербі з «Галатасараєм» (2:1), замінивши Хосе Сосу, і на 90+4 хвилині потужним ударом забив переможний гол. Після гри стало відомо, що м'яч досяг швидкості 103 км/год.
19 серпня 2024 року перейшов у інший турецький клуб «Істанбул Башакшехір», підписавши угоду на три роки.

## Статистика виступів

### Статистика клубних виступів
Статистику оновлено станом на 26 серпня 2022 року.
| Сезон                    | Команда                  | Чемпіонат                | Чемпіонат | Чемпіонат | Національний кубок | Національний кубок | Національний кубок | Континентальні кубки | Континентальні кубки | Континентальні кубки | Інші змагання | Інші змагання | Інші змагання | Усього | Усього |
| Сезон                    | Команда                  | Ліга                     | Ігор      | Голів     | Ліга               | Ігор               | Голів              | Ліга                 | Ігор                 | Голів                | Ліга          | Ігор          | Голів         | Ігор   | Голів  |
| ------------------------ | ------------------------ | ------------------------ | --------- | --------- | ------------------ | ------------------ | ------------------ | -------------------- | -------------------- | -------------------- | ------------- | ------------- | ------------- | ------ | ------ |
| 2013–14                  | «Невеш»                  | ЧД (V)                   | 7         | 1         |                    | -                  | -                  |                      | -                    | -                    |               | -             | -             | 7      | 1      |
| 2014–15                  | «Невеш»                  | ЧД (V)                   | 30        | 13        |                    | -                  | -                  |                      | -                    | -                    |               | -             | -             | 30     | 13     |
| 2015–16                  | «Невеш»                  | ЧП (IV)                  | 25        | 4         | КП                 | 0                  | 0                  |                      | -                    | -                    |               | -             | -             | 25     | 4      |
| Усього за «Невеш»        | Усього за «Невеш»        | Усього за «Невеш»        | 62        | 18        |                    | 0                  | 0                  |                      | -                    | -                    |               | -             | -             | 62     | 18     |
| 2016–17                  | «Мереліненсе»            | ЧП (IV)                  | 32+2      | 9         | КП                 | 0                  | 0                  |                      | -                    | -                    |               | -             | -             | 34     | 9      |
| 2017–18                  | «Брага Б»                | СЛ (ІІ)                  | 21        | 1         |                    | -                  | -                  |                      | -                    | -                    |               | -             | -             | 21     | 1      |
| 2018–19                  | «Брага Б»                | СЛ (ІІ)                  | 30        | 2         |                    | -                  | -                  |                      | -                    | -                    |               | -             | -             | 30     | 2      |
| Усього за «Брагу Б»      | Усього за «Брагу Б»      | Усього за «Брагу Б»      | 51        | 3         |                    | -                  | -                  |                      | -                    | -                    |               | -             | -             | 51     | 3      |
| 2019–20                  | «Ештуріл-Прая»           | СЛ (ІІ)                  | 14        | 1         | ПЛУ+КЛ             | 2+1                | 0                  |                      | -                    | -                    |               | -             | -             | 17     | 1      |
| 2020–21                  | «Ештуріл-Прая»           | СЛ (ІІ)                  | 30        | 5         | КП+КЛ              | 7+1                | 1+0                |                      | -                    | -                    |               | -             | -             | 38     | 6      |
| лип.-серп. 2021          | «Ештуріл-Прая»           | ПЛ                       | 3         | 1         | КП+КЛ              | 0+2                | 0+1                |                      | -                    | -                    |               | -             | -             | 5      | 2      |
| Усього за «Ештуріл-Прая» | Усього за «Ештуріл-Прая» | Усього за «Ештуріл-Прая» | 47        | 7         |                    | 13                 | 2                  |                      | -                    | -                    |               | -             | -             | 60     | 9      |
| 2021–22                  | «Фенербахче»             | СЛ                       | 23        | 1         | КТ                 | 2                  | 0                  | ЛЄ+ЛК                | 0                    | 0                    |               | -             | -             | 25     | 1      |
| 2022–23                  | «Фенербахче»             | СЛ                       | 1         | 0         | КТ                 | 0                  | 0                  | ЛЧ+ЛЄ                | 1+4                  | 0                    |               | -             | -             | 6      | 0      |
| Усього за кар'єру        | Усього за кар'єру        | Усього за кар'єру        | 218       | 38        |                    | 15                 | 2                  |                      | 5                    | 0                    |               | -             | -             | 238    | 40     |

## Титули і досягнення
- Володар Кубка Туреччини (1):

«Фенербахче»: 2022-23